# Baripada
Baripada är en stad i den indiska delstaten Odisha, och är huvudort för distriktet Mayurbhanj. Folkmängden uppgick till 109 743 invånare vid folkräkningen 2011, med förorter 116 849 invånare.